# Pürevdorjiin Orkhon
Pürevdorjiin Orkhon aussi appelée Pürevdorj Orkhon, née le 25 décembre 1993, est une lutteuse libre mongole. En 2016, elle participe aux jeux olympiques d'été de 2016 à Rio où elle est éliminée par Sakshi Malik et termine en 7e position. En 2017, elle remporte la médaille d'or lors des championnats du monde dans la catégorie des moins de 63 kg face à Yuliya Tkach.